# Campeonato Africano de Judo de 2005
El XV Campeonato Africano de Judo se celebró en Puerto Elizabeth (Sudáfrica) entre el 16 y el 21 de mayo de 2005 bajo la organización de la Unión Africana de Judo.
En total se disputaron dieciséis pruebas diferentes, ocho masculinas y ocho femeninas.

## Resultados

### Masculino
| Evento            | Oro                       | Plata                       | Bronce                                                  |
| ----------------- | ------------------------- | --------------------------- | ------------------------------------------------------- |
| –60 kg            | Omar Rebahi Argelia       | Bulelani Makoba Sudáfrica   | Herman Zoungrana Burkina Faso Zied Ben Mahyub Túnez     |
| –66 kg            | Amar Meridya Argelia      | Abdou Alassane Dji Bo Níger | Shadi Dawah · Egipto · Anis Lunifi · Túnez              |
| –73 kg            | Mohamed Jachuch Argelia   | Chris Sadie Sudáfrica       | Bashira Nsa Nigeria Anis Djili Túnez                    |
| –81 kg            | Yusef Badra Túnez         | Baye Diawara Senegal        | Abderahman Benamadi Argelia Safuan Ataf Marruecos       |
| –90 kg            | Jaled Medah Argelia       | Hesham Mesbah · Egipto      | Mohamed El-Asri Marruecos Amadou Kanate Costa de Marfil |
| –100 kg           | Basel El-Garbawi · Egipto | Bara Ndiaye Senegal         | Murad Laiti Marruecos Hasan Azun Argelia                |
| +100 kg           | Anis Chedli Túnez         | Islam El-Shehabi · Egipto   | Justin Goosen Sudáfrica Mohamed Buaichaui Argelia       |
| Categoría abierta | Mohamed Buaichaui Argelia | Islam El-Shehabi · Egipto   | Mohamed Merbah Marruecos Anis Chedli Túnez              |

### Femenino
| Evento            | Oro                    | Plata                       | Bronce                                                         |
| ----------------- | ---------------------- | --------------------------- | -------------------------------------------------------------- |
| –48 kg            | Soraya Hadad Argelia   | Chahnez Mbarki Túnez        | Sandrine Ilendou Gabón Naina Marthine Randriamalala Madagascar |
| –52 kg            | Hayer Barhumi Túnez    | Lynda Mekzin Argelia        | Asmaa Naqus Marruecos Hortence Diédhiou Senegal                |
| –57 kg            | Lila Latrus Argelia    | Funmilola Adebayo Nigeria   | Fatima Zohra Ait Ali Marruecos Jaula Yuini Túnez               |
| –63 kg            | Keita Fanta Senegal    | Radia Bubriua Argelia       | Catherine Ekuta Nigeria Chedlya Glis Túnez                     |
| –70 kg            | Antónia Moreira Angola | Yusra Zribi Túnez           | Kahina Hadid Argelia Gisèle Mendy Senegal                      |
| –78 kg            | Huda Miled Túnez       | Sharlene Laishley Sudáfrica | Chahla Atailia Argelia                                         |
| +78 kg            | Samah Ramadan · Egipto | Insaf Yahyaui Túnez         | Aminata Diatta Senegal                                         |
| Categoría abierta | Samah Ramadan · Egipto | Insaf Yahyaui Túnez         | —                                                              |

## Medallero
| Núm. | País            | Oro | Plata | Bronce | Total |
| ---- | --------------- | --- | ----- | ------ | ----- |
| 1    | Argelia         | 7   | 2     | 5      | 14    |
| 2    | Túnez           | 4   | 4     | 6      | 14    |
| 3    | Egipto          | 3   | 3     | 1      | 7     |
| 4    | Senegal         | 1   | 2     | 3      | 6     |
| 5    | Angola          | 1   | 0     | 0      | 1     |
| 6    | Sudáfrica       | 0   | 3     | 1      | 4     |
| 7    | Nigeria         | 0   | 1     | 2      | 3     |
| 8    | Níger           | 0   | 1     | 0      | 1     |
| 9    | Marruecos       | 0   | 0     | 6      | 6     |
| 10   | Burkina Faso    | 0   | 0     | 1      | 1     |
| 10   | Costa de Marfil | 0   | 0     | 1      | 1     |
| 10   | Gabón           | 0   | 0     | 1      | 1     |
| 10   | Madagascar      | 0   | 0     | 1      | 1     |
|      | TOTAL           | 16  | 16    | 28     | 60    |